# إيما هوانغ
إيما هوانغ (بالإنجليزية: Emma Hwang) هي عالمة أمريكية، ولدت في 21 يوليو 1970 في تايوان.